# Domèvre-sous-Montfort
Domèvre-sous-Montfort – miejscowość i gmina we Francji, w regionie Grand Est, w departamencie Wogezy.
Według danych na rok 1990 gminę zamieszkiwało 55 osób, a gęstość zaludnienia wynosiła 17 osób/km² (wśród 2335 gmin Lotaryngii Domèvre-sous-Montfort plasuje się na 990. miejscu pod względem liczby ludności, natomiast pod względem powierzchni na miejscu 1157.).